# Metalectra bigallis
Metalectra bigallis là một loài bướm đêm trong họ Erebidae.